# Valmestroff
Valmestroff est une commune française située dans le département de la Moselle, en région Grand Est.

## Géographie

### Communes limitrophes
| Basse-Ham | Kœnigsmacker |         |
|           | Valmestroff  | Elzange |
| Kuntzig   | Distroff     |         |

### Hydrographie
La commune est située dans le bassin versant du Rhin au sein du bassin Rhin-Meuse. Elle est drainée par la Bibiche.
La Bibiche, d'une longueur totale de 22,6 km, prend sa source dans la commune de Bettelainville et se jette  dans la Moselle à Basse-Ham, après avoir traversé dix communes.

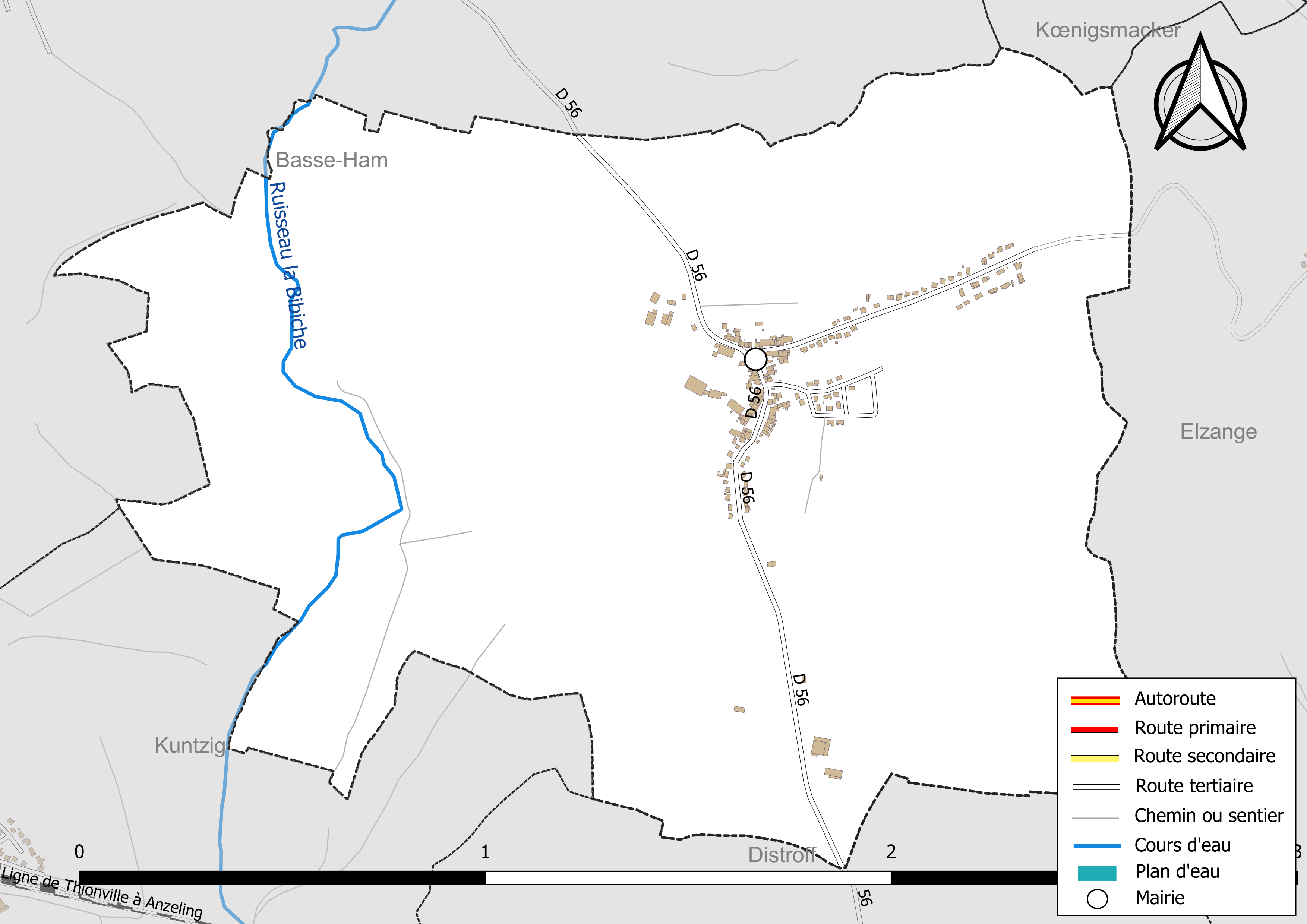
Réseaux hydrographique et routier de Valmestroff.

La qualité du ruisseau la Bibiche peut être consultée sur un site spécial géré par les agences de l’eau et l’Agence française pour la biodiversité. Ainsi en 2020, dernière année d'évaluation disponible en 2022, l'état écologique du ruisseau la Bibiche était jugé mauvais (rouge).

### Climat
Pour des articles plus généraux, voir Climat du Grand Est et Climat de la Moselle.
En 2010, le climat de la commune est de type climat des marges montargnardes, selon une étude du Centre national de la recherche scientifique s'appuyant sur une série de données couvrant la période 1971-2000. En 2020, Météo-France publie une typologie des climats de la France métropolitaine dans laquelle la commune est exposée à un climat semi-continental et est dans la région climatique  Lorraine, plateau de Langres, Morvan, caractérisée par un hiver rude (1,5 °C), des vents modérés et des brouillards fréquents en automne et hiver. 
Pour la période 1971-2000, la température annuelle moyenne est de 9,6 °C, avec une amplitude thermique annuelle de 16,8 °C. Le cumul annuel moyen de précipitations est de 811 mm, avec 12,5 jours de précipitations en janvier et 9,4 jours en juillet. Pour la période 1991-2020, la température moyenne annuelle observée sur la station météorologique de Météo-France la plus proche, « Malancourt », sur la commune d'Amnéville à 14 km à vol d'oiseau, est de 10,2 °C et le cumul annuel moyen de précipitations est de 884,1 mm. 
La température maximale relevée sur cette station est de 39,3 °C, atteinte le 25 juillet 2019 ; la température minimale est de −17,9 °C, atteinte le 5 janvier 1985,,. 
Les paramètres climatiques de la commune ont été estimés pour le milieu du siècle (2041-2070) selon différents scénarios d'émission de gaz à effet de serre à partir des nouvelles projections climatiques de référence DRIAS-2020. Ils sont consultables sur un site spécial publié par Météo-France en novembre 2022.

## Urbanisme

### Typologie
Au 1er janvier 2024, Valmestroff est catégorisée commune rurale à habitat dispersé, selon la nouvelle grille communale de densité à sept niveaux définie par l'Insee en 2022.
Elle est située hors unité urbaine. Par ailleurs la commune fait partie de l'aire d'attraction de Luxembourg (partie française), dont elle est une commune de la couronne,. Cette aire, qui regroupe 115 communes, est catégorisée dans les aires de 700 000 habitants ou plus (hors Paris),.

### Occupation des sols
L'occupation des sols de la commune, telle qu'elle ressort de la base de données européenne d’occupation biophysique des sols Corine Land Cover (CLC), est marquée par l'importance des territoires agricoles (71,2 % en 2018), une proportion identique à celle de 1990 (71,2 %). La répartition détaillée en 2018 est la suivante : 
terres arables (49,2 %), prairies (22 %), forêts (21,8 %), zones urbanisées (7 %). L'évolution de l’occupation des sols de la commune et de ses infrastructures peut être observée sur les différentes représentations cartographiques du territoire : la carte de Cassini (XVIIIe siècle), la carte d'état-major (1820-1866) et les cartes ou photos aériennes de l'IGN pour la période actuelle (1950 à aujourd'hui).

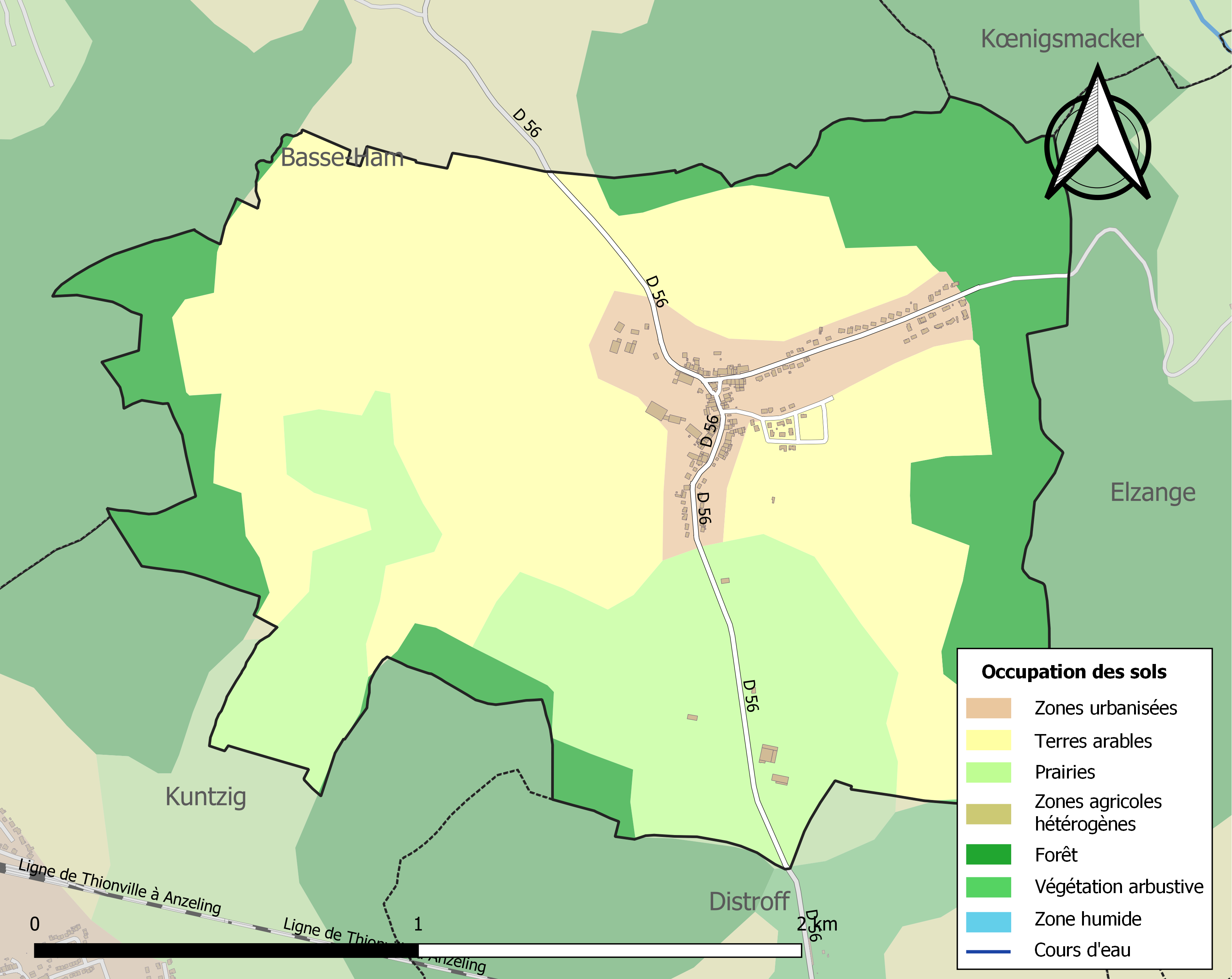
Carte des infrastructures et de l'occupation des sols de la commune en 2018 (CLC).

## Toponymie
Une chronologie des attestations du nom de Valmestroff a pu être reconstituée au cours du temps en fonction des divers documents écrits : Valhof (sans date) ; Wlensdorf en 1147 ; Valmestroff en 1366 ; Walmmistorff, Walmstroff, Walmestroff, Vualmestroff en 1469 ; Walmersdorf en 1614 ; Walmestorff, Walmestorf/Valmestorff en 1632 ; Wolmestroff en 1668 ; Walmestroff en 1722, Valmestroff en 1793. Walmesdorf, de manière transitoire entre 1871-1918 et entre 1940-1944. 
Wameschdrëf et Waalmeschtrëf en francique lorrain.

## Histoire
Valmestroff dépendait du Luxembourg jusqu'en 1661, dans la seigneurie de Ham. 
Les premières traces de Valmestroff remontent à l'époque néolithique, on note notamment les découvertes de pointes de flèches, de poteries (rubané ancien), d’une herminette et de fours. Au moins deux villae gallo-romaines existaient sur la commune en plus d'un grand camp romain[réf. souhaitée] qui dominait le village. Il devait également exister un village au lieu-dit Bopert sur la commune voisine d'Inglange et à cheval sur la commune de Valmestroff à cette même époque. Mais le premier village de Valmestroff dérive sans doute de la ferme de Valhof[Information douteuse] qui date d’une époque reculée et était située à proximité de l'ancien village néolithique. Invasion après invasion, le village a remonté la pente vers l'ancien camp romain pour finalement se situer où il est actuellement.

## Politique et administration
| Période                                  | Période  | Identité    | Étiquette      | Qualité |
| ---------------------------------------- | -------- | ----------- | -------------- | ------- |
| mars 1971                                | ?        | Paul Thill  | Sans étiquette |         |
| mai 2020                                 | En cours | Jean Zordan | Horizons       |         |
| Les données manquantes sont à compléter. |          |             |                |         |

## Démographie
L'évolution du nombre d'habitants est connue à travers les recensements de la population effectués dans la commune depuis 1793. Pour les communes de moins de 10 000 habitants, une enquête de recensement portant sur toute la population est réalisée tous les cinq ans, les populations de référence des années intermédiaires étant quant à elles estimées par interpolation ou extrapolation. Pour la commune, le premier recensement exhaustif entrant dans le cadre du nouveau dispositif a été réalisé en 2007.

En 2022, la commune comptait 352 habitants, en évolution de +21,8 % par rapport à 2016 (Moselle : +0,52 %, France hors Mayotte : +2,11 %).
| 1793 | 1800 | 1806 | 1926 | 1931 | 1936 | 1946 | 1954 | 1962 |
| ---- | ---- | ---- | ---- | ---- | ---- | ---- | ---- | ---- |
| 190  | 160  | 192  | 156  | 166  | 154  | 154  | 157  | 169  |

| 1968 | 1975 | 1982 | 1990 | 1999 | 2006 | 2007 | 2012 | 2017 |
| ---- | ---- | ---- | ---- | ---- | ---- | ---- | ---- | ---- |
| 142  | 141  | 222  | 231  | 258  | 239  | 236  | 253  | 308  |

| 2022 | - | - | - | - | - | - | - | - |
| ---- | - | - | - | - | - | - | - | - |
| 352  | - | - | - | - | - | - | - | - |

## Culture locale et patrimoine

### Lieux et monuments

#### Ancien site gallo-romain de Valmestroff
Il est possible qu'un camp romain ait existé sur les hauteurs de Valmestroff donnant vue sur les vallées de la Canner et de la Bibiche. De plus, la proximité des deux grands axes que sont la Moselle et la voie romaine Tréves–Metz justifie dans une certaine mesure cette position qui offre également la possibilité d'une intervention rapide entre ces deux villes. Il n'est pas étonnant de retrouver à proximité de ce camp de riches villas romaines, la position de l'une d'entre elles a pu être localisée avec précision sur la commune (différents objets ont pu être retrouvés lors des labours).

#### Église Saint-Nicolas
Le clocher de l'église Saint-Nicolas date sans doute du XIe siècle. Il est accolé à l'église pour ne former qu'un. La partie inférieure du clocher est le chœur de l'église actuelle, fait unique dans la région. En effet, la construction du clocher précède de plusieurs siècles la construction de l'église du XIIe siècle, ce qui explique que le chœur soit la base du clocher. On peut noter des similitudes avec le clocher de Haute-Ham détruit en 1955. La nef est construite en 1712 et la sacristie au XIXe siècle.

### Héraldique
| Blason de Valmestroff | Blason  | D'azur à la chaîne d'or posée en fasce, accompagnée de trois besants du même. |
| Blason de Valmestroff | Détails | Le statut officiel du blason reste à déterminer.                              |